# Норт-Сарасота (Флорида)
Норт-Сарасота (англ. North Sarasota) — статистически обособленная местность, расположенная в округе Сарасота (штат Флорида, США) с населением в 6738 человек по статистическим данным переписи 2000 года.

## География
По данным Бюро переписи населения США статистически обособленная местность Норт-Сарасота имеет общую площадь в 9,84 квадратных километров, водных ресурсов в черте населённого пункта не имеется.
Статистически обособленная местность Норт-Сарасота расположена на высоте 11 м над уровнем моря.

## Демография
По данным переписи населения 2000 года в Норт-Сарасота проживало 6738 человек, 1792 семьи, насчитывалось 2770 домашних хозяйств и 3209 жилых домов. Средняя плотность населения составляла около 684,76 человек на один квадратный километр. Расовый состав населённого пункта распределился следующим образом: 63,86 % белых, 30,74 % — чёрных или афроамериканцев, 0,27 % — коренных американцев, 0,49 % — азиатов, 0,03 % — выходцев с тихоокеанских островов, 1,65 % — представителей смешанных рас, 2,97 % — других народностей. Испаноговорящие составили 8,77 % от всех жителей статистически обособленной местности.
Из 2770 домашних хозяйств в 23,4 % воспитывали детей в возрасте до 18 лет, 44,9 % представляли собой совместно проживающие супружеские пары, в 15,1 % семей женщины проживали без мужей, 35,3 % не имели семей. 27,4 % от общего числа семей на момент переписи жили самостоятельно, при этом 14,4 % составили одинокие пожилые люди в возрасте 65 лет и старше. Средний размер домашнего хозяйства составил 2,43 человек, а средний размер семьи — 2,94 человек.
Население статистически обособленной местности по возрастному диапазону по данным переписи 2000 года распределилось следующим образом: 22,1 % — жители младше 18 лет, 7,0 % — между 18 и 24 годами, 24,3 % — от 25 до 44 лет, 23,7 % — от 45 до 64 лет и 22,8 % — в возрасте 65 лет и старше. Средний возраст жителей составил 43 года. На каждые 100 женщин в Норт-Сарасота приходилось 92,0 мужчин, при этом на каждые сто женщин 18 лет и старше приходилось 86,2 мужчин также старше 18 лет.
Средний доход на одно домашнее хозяйство статистически обособленной местности составил 33 084 доллара США, а средний доход на одну семью — 36 629 долларов. При этом мужчины имели средний доход в 26 383 доллара США в год против 21 505 долларов среднегодового дохода у женщин. Доход на душу населения статистически обособленной местности составил 33 084 доллара в год. 13,8 % от всего числа семей в населённом пункте и 17,2 % от всей численности населения находилось на момент переписи населения за чертой бедности, при этом 32,0 % из них были моложе 18 лет и 9,8 % — в возрасте 65 лет и старше.